# 林資鏗
林資鏗（1878年—1925年8月23日）、字季商、號祖密、式周（或作石周），臺灣府彰化縣（今臺中霧峰）錦榮里人，霧峰林家成員；傳聞共有九個孩子，包括林正熊、林正亨等。1913年從日治台灣遷居中國大陸，加入中華革命黨，組織閩南革命軍，擔任閩南軍司令，並獲護法軍政府陸軍少將位銜。

## 家世背景

### 出生與成長

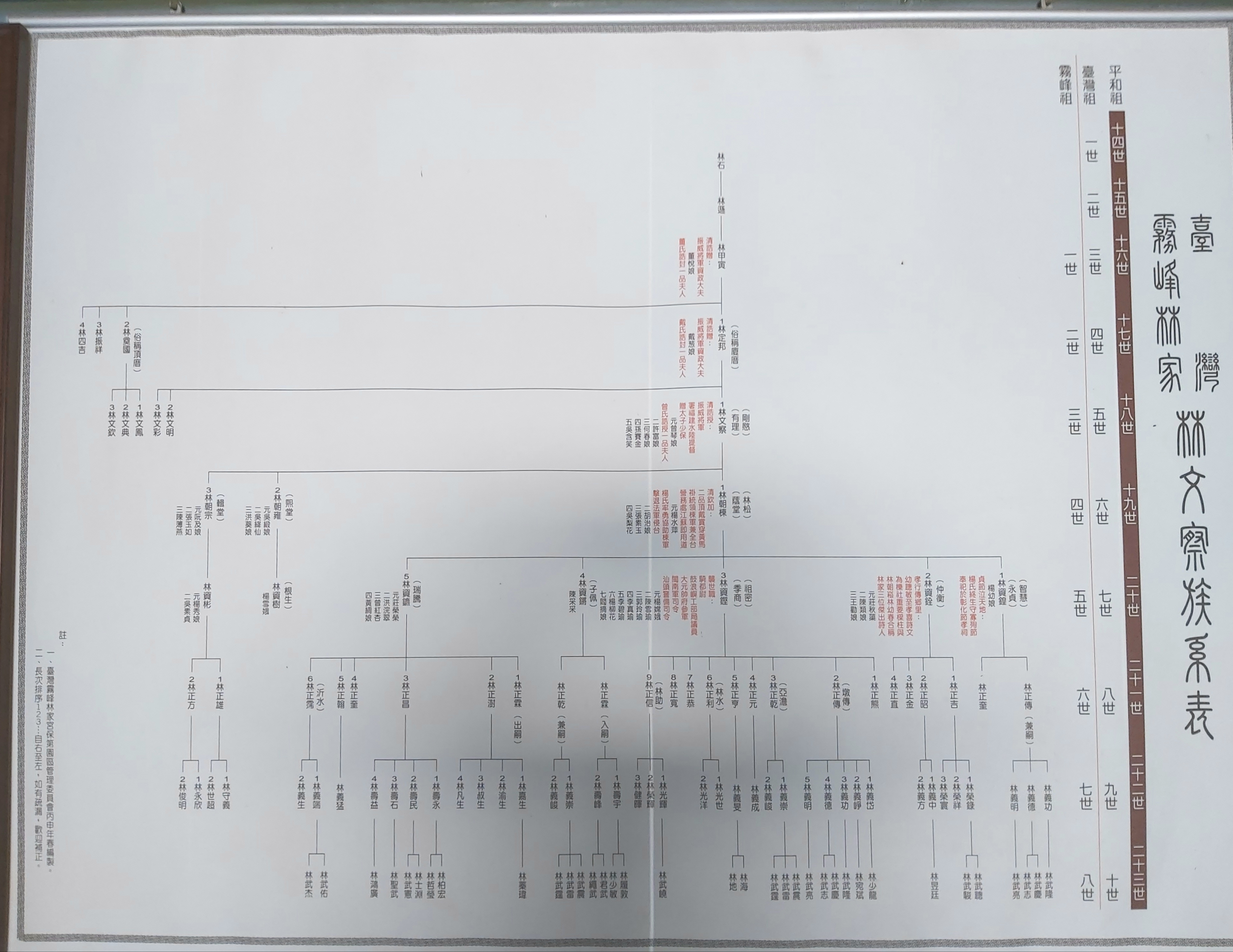
霧峰林宅「宮保第」正廳陳列的「臺灣霧峰林家」林文察族系表

資鏗為霧峰林家第七代子孫，其曾祖父林定邦、祖父林文察、父親林朝棟皆為一代名將。其母親楊水萍生下資鏗之時，還在清法戰爭帶領霧峰義軍支援被法軍圍困的其父林朝棟部隊（戰後被封為一品誥命夫人），戰後由當時擔任欽差大臣兼福建巡撫的劉銘傳命其名為資鏗；在12歲時即隨父征討臺灣原住民，或許因而培養其尚武精神。

### 繼任家長及經營林家產業
中日甲午戰爭過後，乙未割台，林朝棟抗日無成，隨即遵旨率家內渡，繼命資鏗回台治產（其時資鏗18歲）。當時林家家產計有二千餘甲水田、二萬餘甲山地，並擁有樟腦專賣權。
資鏗回台之後，其治產經商之手腕不下於父祖輩，不僅開設糖廠，還與地方士紳開設龍溪輕便鐵道公司，並舖設鐵軌，行駛手押台車，促進霧峰的交通和產業發展（現在位於霧峰的第一市場是向林家所租賃，而昔日霧峰鄉境內的土地也幾乎是林家所有。可見霧峰林家當時家業之大）。

## 生涯發展

### 資助推翻清廷

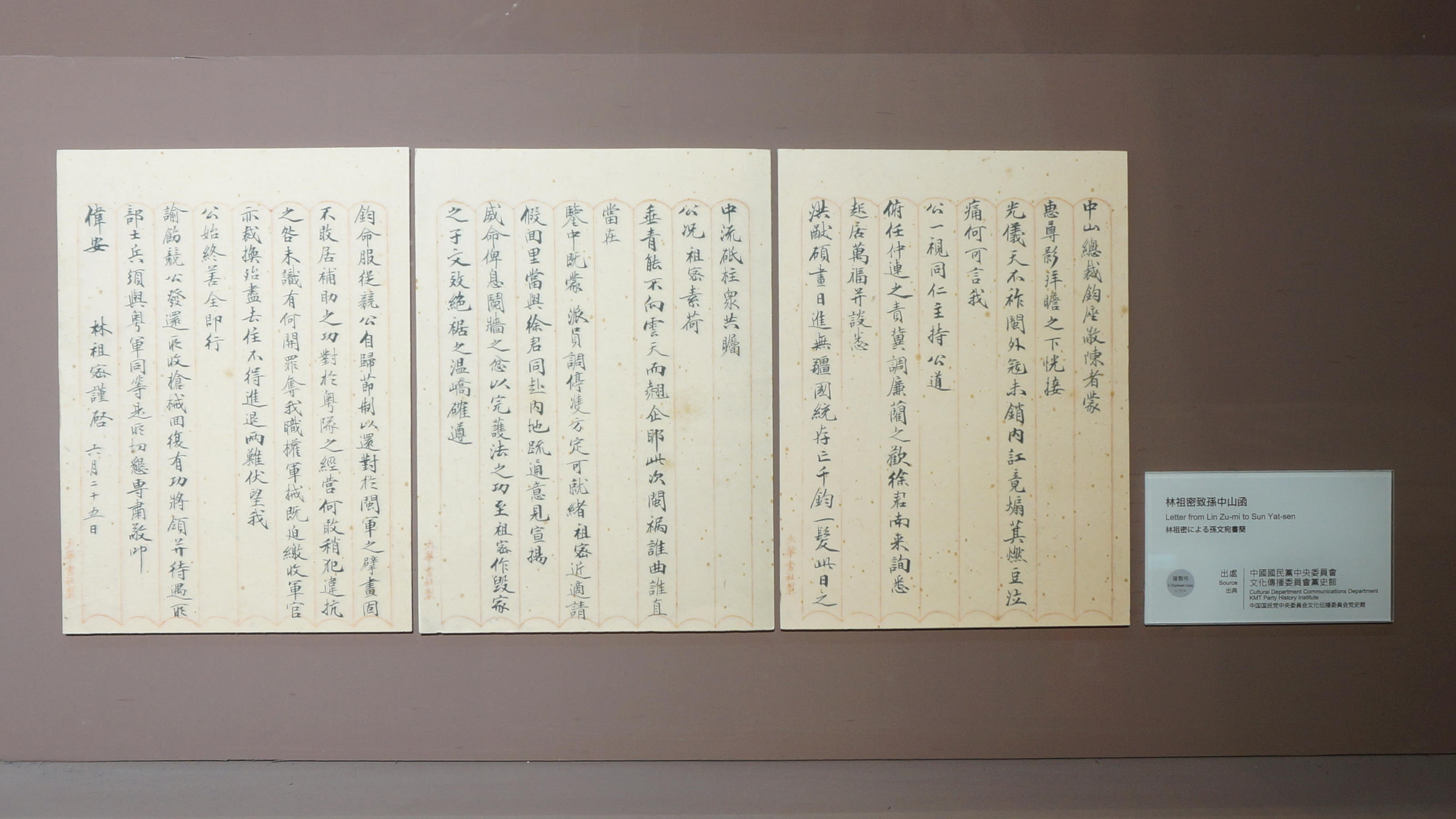
林資鏗致孫中山信函

1900年（清光緒26年）10月，孫中山親赴臺北遙控指揮廣東惠州起義。惠州起義前夕，孫中山在林資鏗於臺北的寓所中（即今日位於臺北車站隔壁的國父史蹟紀念館）請求資助革命事業，資鏗雖然一口答允，但礙於父親尚在人世及霧峰林家家主身份，並未加入興中會，不過依然讓孫用其寓所做為惠州起義總指揮處。

### 興辦實業
1904年（清光緒30年）6月13日，父親林朝棟逝世，資鏗承襲騎都尉世職。2年後，資鏗赴中，被清朝福建興泉永道任命為廈門、鼓浪嶼公共租界工部局華人董事，後被林爾嘉取代；並以捐納在1908年（清光緒34年）得到候補道員，此外他還經商從事樟腦、航運、田業及開墾事業，以維持家族勢力。
1907年（清光緒33年），漳州水災，資鏗捐銀五萬，賑濟災民。並且投入鉅資，先後親自主持創辦漳州徑口墾牧公司、后港林場、梅花坑煤礦等實業，另外還花費兩年時間，疏浚九龍江北溪河道。

### 參與反日運動
資鏗在中國初期，積極進行反日運動，先後推動過光緒34年（1908年）拒買日貨及收回鼓浪嶼租界萬國公地的運動。台灣總督府因而對他十分反感，數度在臺灣扣留他，不准他返回中國。
1911年（清宣統3年）10月10日，辛亥革命成功，中華民國臨時政府成立。翌年（1912年、民國元年），林資鏗與羅福星以及劉習修、徐金固、吳達江、江巴山、林修五、吳修建、金星橋、林志遠、古維新、羅國亞等11人來台，並爆發一連串的抗日事件。〔如：羅福星起義事件（苗栗事件）、張火爐起義事件（大甲、大湖事件）、陳阿榮起義事件（南投事件）、李阿齊起義事件（關帝廟事件）、賴來起義事件（東勢角事件）〕此一連串起義事件，背後或多或少都有林資鏗贊助經費的影子存在，另外，羅福星於自白書中更明白提及：「祖密有會員萬人，將與之聯合，共同驅逐日本人」云云，可見其參與之多、涉事之深。

### 恢復國籍及擴大投資實業

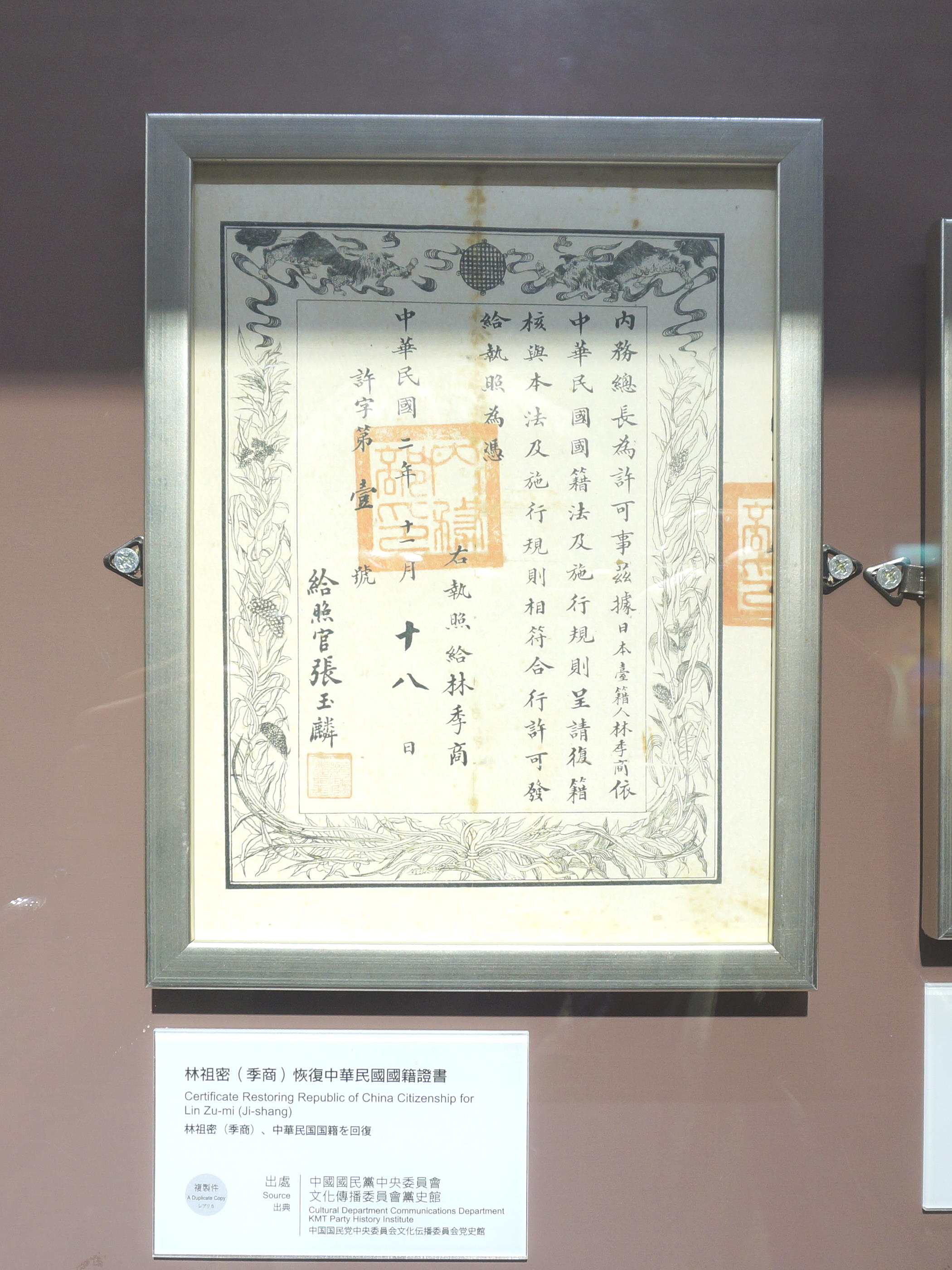
中華民國內務部恢復林資鏗國籍證書

1913年（民國2年），資鏗將霧峰林家家主地位交由其頂厝家系族叔林朝琛後，隨即舉家遷居於廈門鼓浪嶼，並且說道：「大漢之民，何能因財富而受辱於倭奴。」另亦為了避免國籍認同的困擾，最後毅然選擇向日本政府宣佈放棄日本國籍，並於同一時間向新成立的中華民國政府申請入籍。申請入籍期間，臺灣總督府屢以高官厚祿相誘，並任命為臺灣製麻會社社社長，但遭資鏗悍然拒絕；總督府因此沒收了霧峰林家在台山林二萬多甲。在台五百多處樟腦作坊、糖鋪亦悉數荒廢。之後在同一年11月18日得到中華民國內務部發給的「許字第1號」回復國籍執照，是台灣人中(也是海外華人中)最早恢復中華民國國籍者。
此後，資鏗在居住鼓浪嶼時，倡辦多項實業〔如：餘慶信用公司、南靖墾牧公司、華封疏河公司、龍岩煤礦公司等公司負責人〕。另外，資鏗也被中華民國北洋政府指揮的福建護軍使黃培松任命為招軍特派員。除此之外，當時地方治安不佳，土匪出沒，黃培松亦擬委任其為北溪下游清鄉督辦，而資鏗也於實業百忙中，曾聘請廈門關洋員，每日清晨集同志二十四人，在鼓浪嶼作軍事訓練以備帶隊勦匪之用，旋以袁世凱稱帝事件而作罷。

### 加入討袁
到了1915年（民國4年）時，因當時袁世凱意圖稱帝，於是資鏗加入中華革命黨，（※另外也是在這一年，資鏗才正式脫離日本國籍）。更於翌年（1916年、民國5年）時變賣在臺田產數百甲，得銀十萬兩捐為軍餉，另外又召集漳、泉二州有志人士並收編閩南靖國、護法兩派隊伍，創建起閩南革命軍，參加討袁護法戰爭，爾後這支閩南革命軍更成為日後國民革命軍的基本班底之一。
1917年（民國6年）9月，孫中山在廣州成立中華民國護法軍政府，並自任為軍政府海陸軍大元帥，領導護法運動。翌年（1918年、民國7年）1月6日，孫中山先生即任命資鏗為閩南軍司令，並授予護法軍政府陸軍少將位銜。當年蔣介石下野曾寄寓林家，但是同年4月，皖系軍閥盧永祥下派福建督軍李厚基偵知此事，電令廈門鎮守使唐國謨逮捕拘禁，幸得工部局及各國領事出面干涉而獲釋。自此事件後，資鏗率隊轉戰閩中，並先後陸續收復永春、仙遊、德化、永安等七縣。

### 與陳炯明之間的矛盾
爾後陳炯明奉命率軍進入閩南地區，孫中山以「兵謀貴於統一」之原故，即囑林資鏗直接受陳炯明指揮，並改閩南革命軍之名為粵軍第二預備隊，但資鏗仍為司令，其基本班底亦未曾調動。未料陳炯明因資鏗之軍職、銜皆為孫中山所親授，且給予諸多方便之故（有一說法為林資鏗實受孫中山命令要監視陳炯明云云），即給資鏗諸多刁難、多方排擠，如：扣壓給養、收繳軍械、減撤各級軍官，甚至無故慘殺原閩南軍官長等。資鏗深感痛苦，曾就相關情形致函當時人在上海的孫中山申訴；並親筆記錄其境遇，名為出山境遇篇。另曾感嘆曰：「受任以來，自耗家資十五萬有奇，運動福建全省警備隊及廈門兩砲臺，屆時響應，召集閩南軍起義，今遇陳炯明，真是一言難盡！」

### 調任孫中山近衛
1920年（民國9年）11月，孫中山重返廣州，並應廣州非常（時期）國會之決議，廢海陸軍大元帥職，改任非常（時期）大總統。上任後，即調資鏗任粵軍第九支隊司令，後又改任汕頭警備司令。翌年（1921年、民國10年）調任為大元帥府參軍兼侍從武官，後又再兼任廣三鐵路監督。

### 脫困、轉任和去職
1922年（民國11年）6月16日，陳炯明起事反孫。孫中山撤離廣州總統府，登永豐艦離開時（詳見六一六事變）。林資鏗因率隊斷後，兵敗被俘，遭叛軍拘禁，但不久後即被獲救。同年10月，粵軍第二軍軍長許崇智率領所部軍隊奉孫中山命令進入福州，林森即出任福建省主席。而林森因益加看重資鏗在農田水利方面的專業與成就，隨即命資鏗轉任為福建省水利局局長。
但好景不常，1923年（民國12年）1月時，許崇智再奉孫中山命令將部隊從福建省調回廣東省解決陳炯明，並就任東路討賊軍司令，而林森亦於同一時間辭職回粵，福建省政軍權遭到皖系軍閥王永泉與直系軍閥孫傳芳入主，林資鏗因此辭去官職，返回鼓浪嶼經營私人事業。

### 遇刺身亡

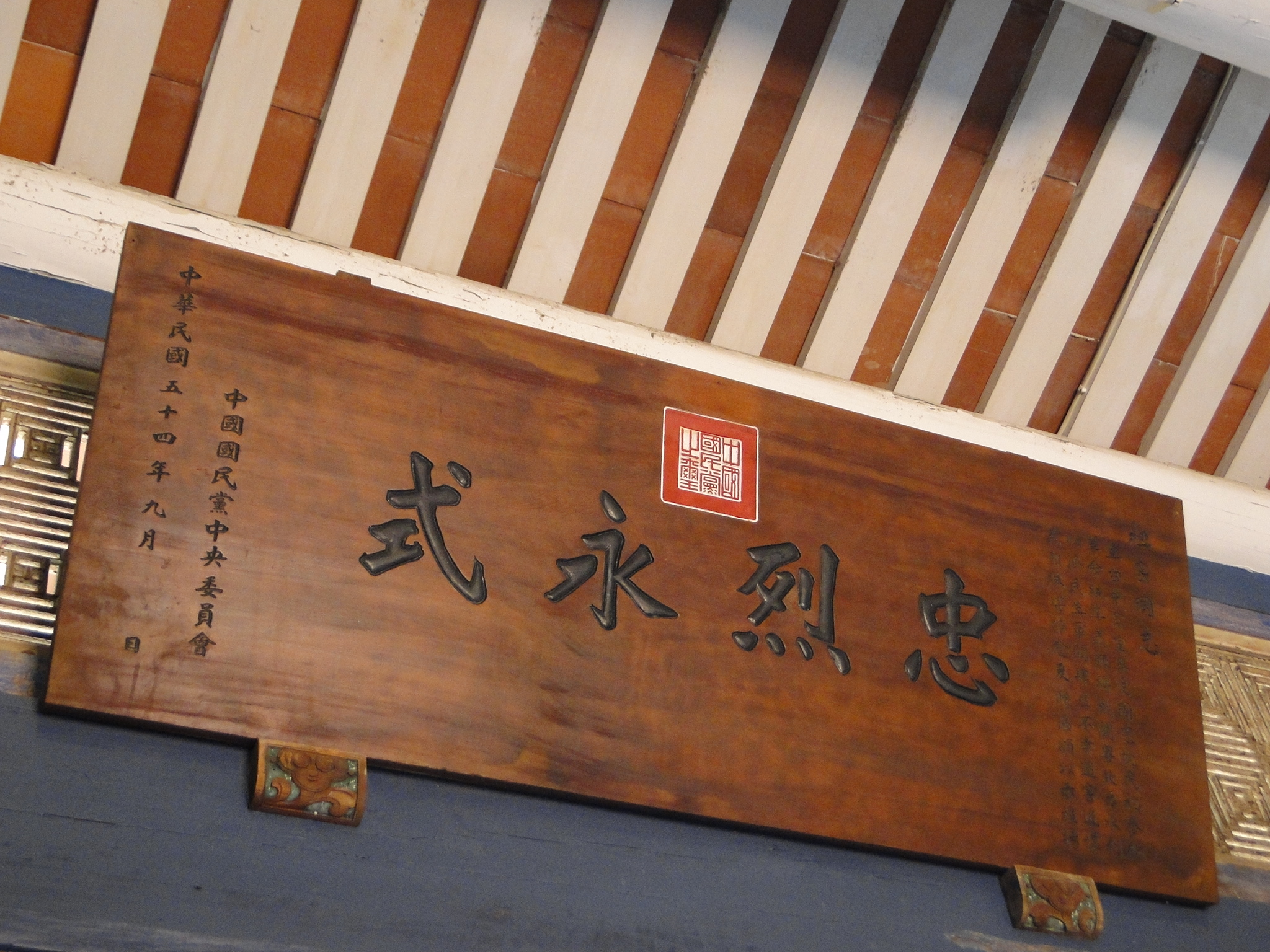
「忠烈永式」匾

1925年（民國14年）7月，林資鏗為了治理河道，以及重整龍巖、漳平煤礦與南靖牧墾公司；當時華南的政治局勢正逢風雲變色之際，同年3月，廣東國民政府起兵向陳炯明在廣東東部的根據地進攻（史稱第一次東征戰役），國民革命軍成功的重創陳炯明所率領的救粵軍，並收復東莞、石龍、平湖、深圳、淡水、平山、海豐等七縣，兵鋒直逼潮州、汕頭、梅縣，國民政府在當時的戰功從當時輿論來看可說相當順利。林資鏗判斷此時是協助國民政府的絕佳時機，在前往華豐疏河公司的路途趁機與閩南各縣民軍聯絡，呼應廣州國民政府的軍事行動。於是資鏗前往華安，進行重整與聯絡事宜。李厚基下屬，後歸順孫傳芳的漳泉鎮守使兼福建陸軍第一師師長張毅發覺其意圖，遂以假借進勦土匪之名，派遣其部下張溪泉搜捕。8月24日遭殺害於和尚山旁的店仔圩（現福建省漳州市薌城區，鄰近南山寺），享年48歲。
爾後，林資鏗長子林正熊在蔣介石的幫助之下於何應欽指揮的國民革命軍第一軍下組織了第三游擊隊為父復仇，該部隊招攬了林資鏗的舊部約1,700人，並在1926年（民國十五年）9月國民革命軍攻入福建時發揮作用。張毅在國民革命軍攻入福建之後曾試圖北竄佔領福州確保根據地，但是遭到福州馬尾的海軍陸戰隊攔截失敗，張毅在無法逃脫後率領部隊投降，由於張毅在漳州殺戮過多，在1927年（民國十六年）遭槍斃於今廣州中山公園。
林資鏗其子林正亨在1940年（民國29年）致書國民政府軍事委員會委員長蔣中正，請求褒揚其冤死的父親一生功績，1947年國民政府追念資鏗之犧牲貢獻，明令撫卹，並以其事蹟宣付國民黨黨史。1965年（民國54年），中國國民黨中央委員會復頒「忠烈永式」匾額，以示旌揚。

## 著作
林資鏗駐軍閩南之時與陳炯明之間有嫌隙，又陳炯明當時為林資鏗之上憲，並給予諸多刁難，於是資鏗就相關情形、遭遇、心境寫成一書，名為《出山境遇篇》

## 評價
丘念台謂之：「革命不難，捨富貴而革命不難，能審國族，辨忠節，而捨富貴以革命為尤難；臺灣林祖密者，蓋能此尤難者也。」